# بيت رفيق (الحيمة الداخلية)

تعديل مصدري - تعديل

بيت رفيق هي إحدى قرى عزلة بلاد القبائل بمديرية الحيمة الداخلية التابعة لمحافظة صنعاء، بلغ تعداد سكانها 231 نسمة حسب تعداد اليمن لعام 2004.